# Охер
Охер (вірм. Հողեր) — село у Гадрутському районі Нагірно-Карабаської Республіки. Село підпорядковується Джракуській сільській раді.

## Пам'ятки
У селі розташована церква Св. Аствацацін (19 ст.), цвинтар (19-20 ст.) та джерело (початок 20 ст.).